# 湖遊館新站站
湖遊館新站站（日语：／ Koyukan-Shineki eki */?）是位於島根縣出雲市園町，屬於一畑電車北松江線的車站。車站編號為11。本站的站名中帶有「站」字。

## 歷史
此站是宍道湖公園湖遊館的連接車站，由出雲市全數負擔建設費用。此站是一畑電氣鐵道（當時）首座請願站，因此站名中加以「新」字作為標記。而站名以「新」作為結尾會產生違和感，因此正式站名為『「湖遊館新站」站』た。
- 1995年（平成7年）10月1日 - 車站啟用[4]。
- 2006年（平成18年）4月1日 - 一畑電氣鐵道把鐵路業務分拆成為獨立的全資子公司一畑電車，此站由一畑電車繼承。

## 車站構造
本站是地面車站，設有1面1線的單式月台。前往松江方向的列車會開啟左邊車門。此站是無人車站，車站出入口位於月台西邊。

## 車站周邊
宍道湖公園湖遊館、島根縣立宍道湖自然館Gobius、宍道湖Green Park和宍道湖北山縣立自然公園均最接近此站，以上設施位於車站南邊700米處。車站周邊設有道路和農田，在較遠處設有數間民居、宍道湖和國道431號。

## 使用狀況
根據「島根縣統計書」，以下為近年一日平均乘車人次列表。
| 年度   | 1日平均 乘車人次 | 1日平均 上下車人次 |
| ------ | ---------------- | ------------------ |
| 1999年 | 11               | 22                 |
| 2000年 | 14               | 26                 |
| 2001年 | 14               | 35                 |
| 2002年 | 10               | 32                 |
| 2003年 | 4                | 16                 |
| 2004年 | 9                | 31                 |
| 2005年 | 16               | 32                 |
| 2006年 | 11               | 29                 |
| 2007年 | 10               | 28                 |
| 2008年 | 10               | 30                 |
| 2009年 | 16               | 29                 |
| 2010年 | 21               | 40                 |
| 2011年 | 20               | 39                 |
| 2012年 | 19               | 38                 |
| 2013年 | 15               | 30                 |
| 2014年 | 24               | 48                 |
| 2015年 | 20               | 39                 |
| 2016年 | 20               | 40                 |
| 2017年 | 17               | 43                 |
| 2018年 | 13               | 27                 |

## 相鄰車站
一畑電車
北松江線
■特急「Super Liner」、■急行「出雲大社號」、■急行
通過
■普通
布崎（10）－湖遊館新站（11）－園（12）

## 注腳

## 外部連結
- 11.湖遊館新站 | 停車站資訊 （页面存档备份，存于）（日語） - 一畑電車